# Album (Gianni Celeste)
Album è l'undicesimo album del cantante siciliano Gianni Celeste, cantato in lingua napoletana, pubblicato nel 1992.

## Tracce
1. Un uomo vero
2. Facimmo ammore
3. Pe' sempe io e te
4. Comme dduie 'nnammurate
5. Mo' ca c'e' staie tu
6. Si te miette cu me
7. Me chiagne 'o core
8. E mo' me manche
9. Non la tocco più
10. 'Mbraccio 'a mme